# Sapotaceae
Le Sapotacee (Sapotaceae Juss., 1789) sono una famiglia di angiosperme dell'ordine Ericales.
Tra le specie più note vi sono il karité (Vitellaria paradoxa), l'argan (Sideroxylon spinosum), l'albero del chicle (Manilkara chicle), la mahua (Madhuca sp.) e vari alberi da frutto: la masaranduba (Manilkara huberi), la sapotiglia (Manilkara zapota), il sapote (Pouteria sapota), la lucuma (Lucuma bifera),  il lucumo cileno (Gayella valparadisaea), il canistel (Lucuma campechiana), il caimito (Pouteria caimito), la cainetta (Chrysophyllum cainito) e il frutto miracoloso (Synsepalum dulcificum). La maggior parte di questi alberi da frutto è originaria e ben diffusa nella fascia tropicale del continente americano.
Alcune specie arboree producono legname apprezzato (in particolare il nyatoh).

## Descrizione
Le Sapotacee comprendono alberi e arbusti sempreverdi, dotati di lattice.
Le foglie sono semplici, a margine intero, cuoiose, alternate.
I fiori, solitari o riuniti in infiorescenze, spesso piccoli, sono perlopiù regolari, con calice e corolla distinti. Il numero di petali varia secondo i generi.
Il frutto è una bacca indeiscente. La polpa morbida è in alcune specie indurita verso l'esterno.

## Distribuzione e habitat
Le Sapotacee hanno un tipico areale pantropicale, sono cioè presenti nelle regioni tropicali di tutti i continenti. Mancano in Europa.

## Tassonomia
Il nome deriva dal genere Sapota Mill. 1754, attualmente posto in sinonimia con Manilkara.
La famiglia, tradizionalmente attribuita all'ordine Ebenales, viene collocata dalla classificazione APG nelle Ericali. 
Viene comunemente divisa in tre sottofamiglie:
| - Sottofamiglia Chrysophylloideae - Achrouteria Eyma - Amorphospermum F.Muell. - Aningeria Aubrév. & Pellegr. - Aubregrinia Heine - Breviea Aubrév. & Pellegr. - Chloroluma Baill. - Chromolucuma Ducke - Chrysophyllum L. - Cornuella Pierre - Delpydora Pierre - Diploon Cronquist - Donella Pierre ex Baill. - Ecclinusa Mart. - Elaeoluma Baill. - Englerella Pierre - Englerophytum K.Krause - Gambeya Pierre - Gayella Pierre - Labatia Sw. - Lucuma Molina - Magodendron Vink - Malacantha Pierre - Martiusella Pierre - Micropholis (Griseb.) Pierre - Nemaluma Baill. - Neohemsleya T.D.Penn. - Niemeyera F.Muell. - Omphalocarpum P.Beauv. - Peteniodendron Lundell - Pichonia Pierre - Planchonella Pierre - Pleioluma (Baill.) Baehni - Pouteria Aubl. - Pradosia Liais - Prieurella Pierre - Pycnandra Benth. - Ragala Pierre - Sahulia Swenson - Sarcaulus Radlk. - Sersalisia R.Br. - Spiniluma (Baill.) Aubrév. - Synsepalum (A.DC.) Daniell - Tridesmostemon Engl. - Van-royena Aubrév. - Xantolis Raf. | - Sottofamiglia Sapotoideae - Tribù Glueminae - Gluema Aubrév. & Pellegr. - Lecomtedoxa Dubard - Tribù Isonandreae - Aulandra H.J.Lam - Burckella Pierre - Diploknema Pierre - Isonandra Wight - Madhuca Buch.-Ham. ex J.F.Gmel. - Northia Hook.f. - Palaquium Blanco - Payena A.DC. - Tribù Sapoteae - Abebaia Baehni - Autranella A.Chev. - Baillonella Pierre - Faucherea Lecomte - Inhambanella Dubard - Labourdonnaisia Bojer - Labramia A.DC. - Letestua Lecomte - Manilkara Adans. - Mimusops L. - Neolemonniera Heine - Tieghemella Pierre - Vitellaria C.F.Gaertn. - Vitellariopsis (Baill.) Dubard - Tribù Sideroxyleae - Sideroxylon L. - Tribù Tseboneae - Bemangidia L.Gaut. - Capurodendron Aubrév. - Tsebona Capuron | - Sottofamiglia Sarcospermatoideae - Eberhardtia Lecomte - Sarcosperma Hook.f. |

### Alcune specie

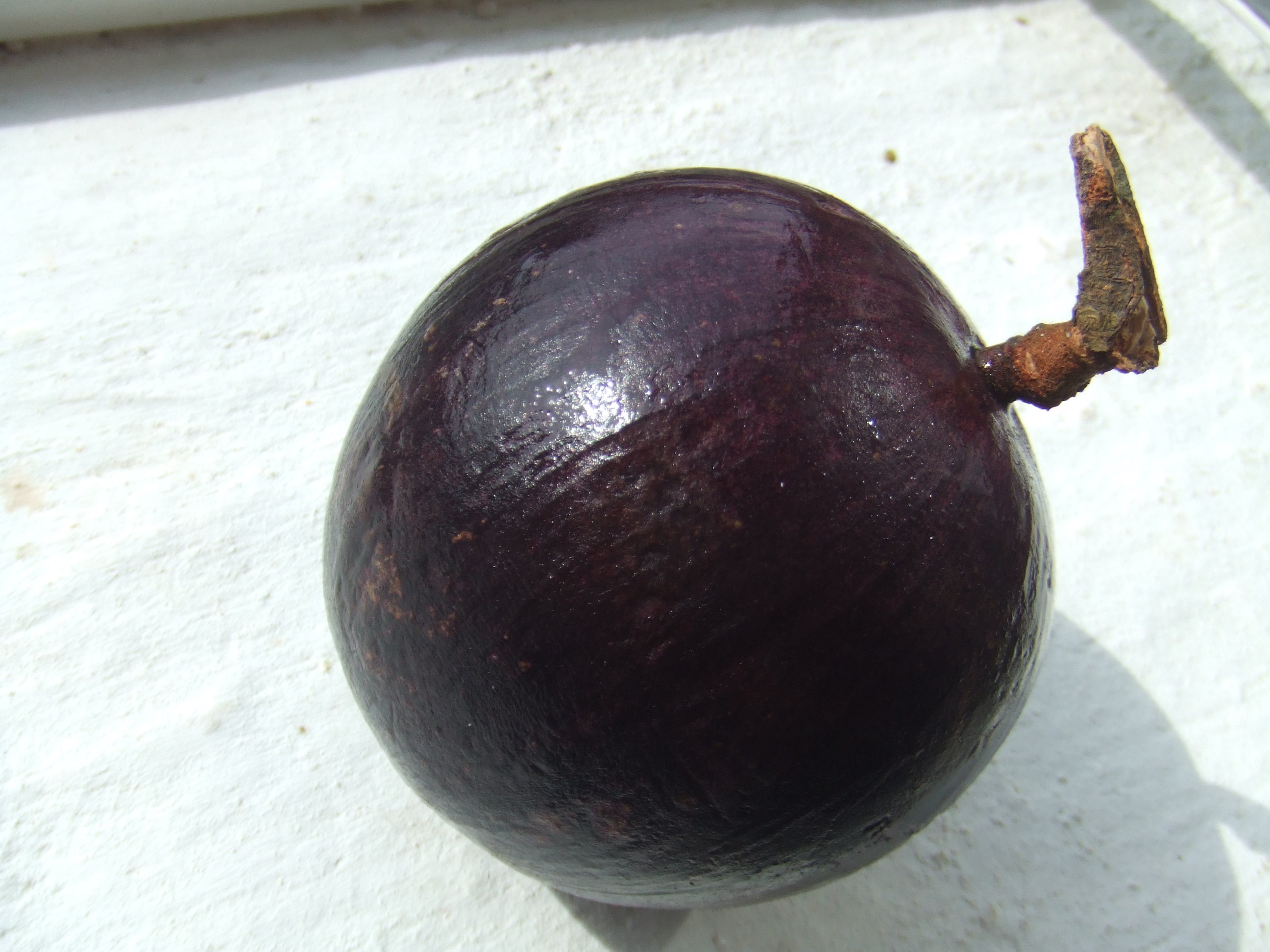
Chrysophyllum cainito
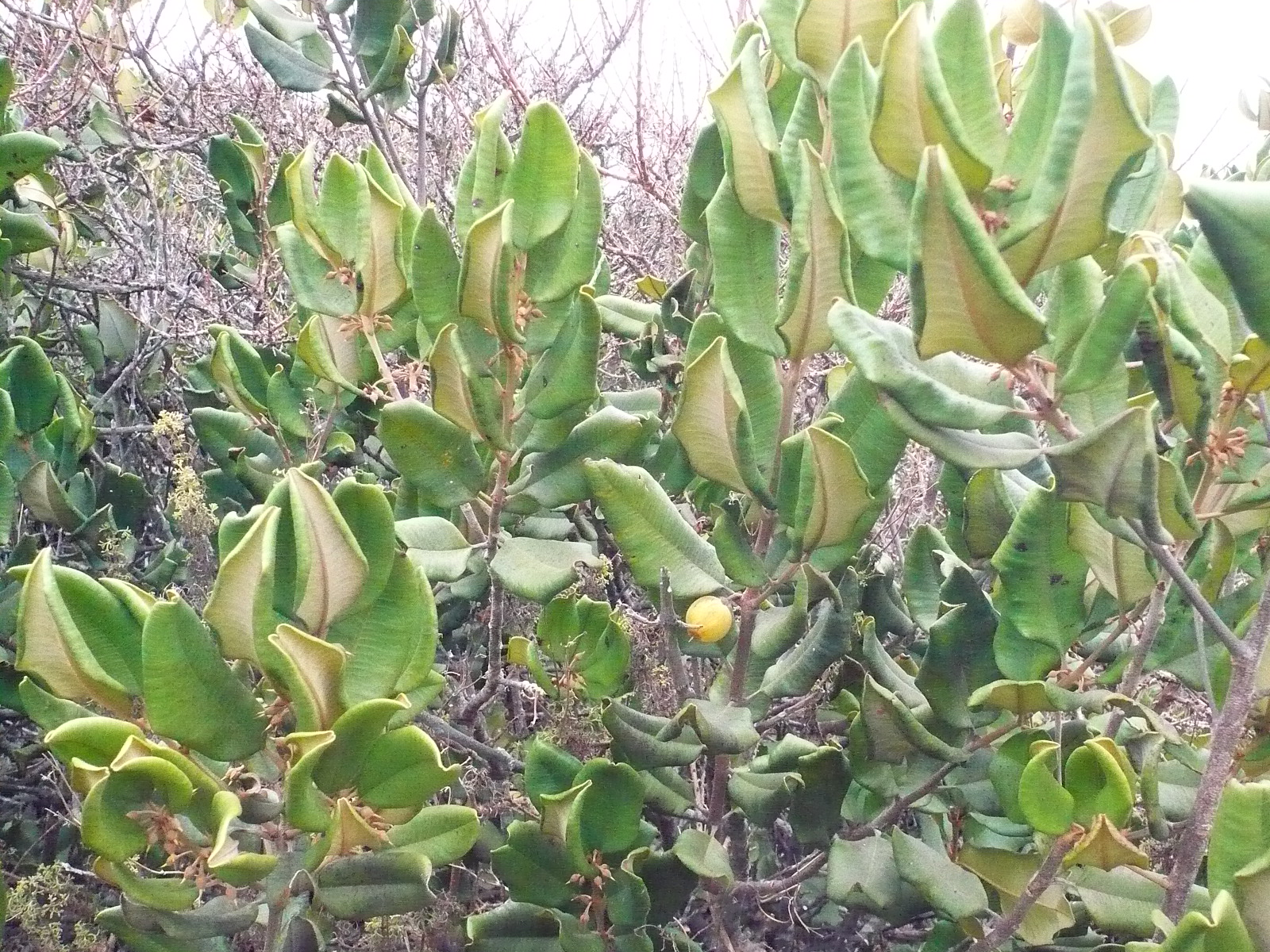
Gayella valparadisaea
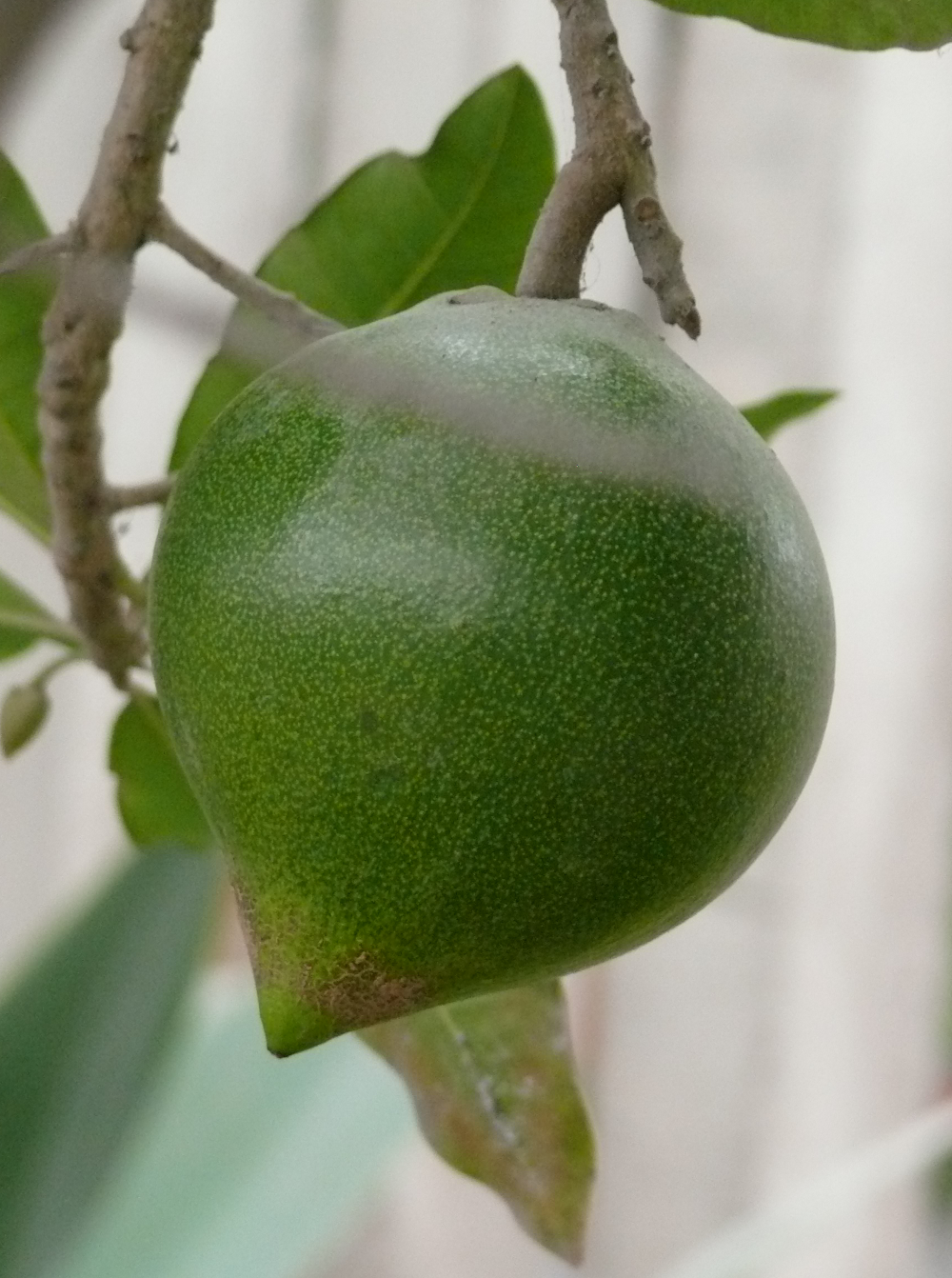
Lucuma bifera
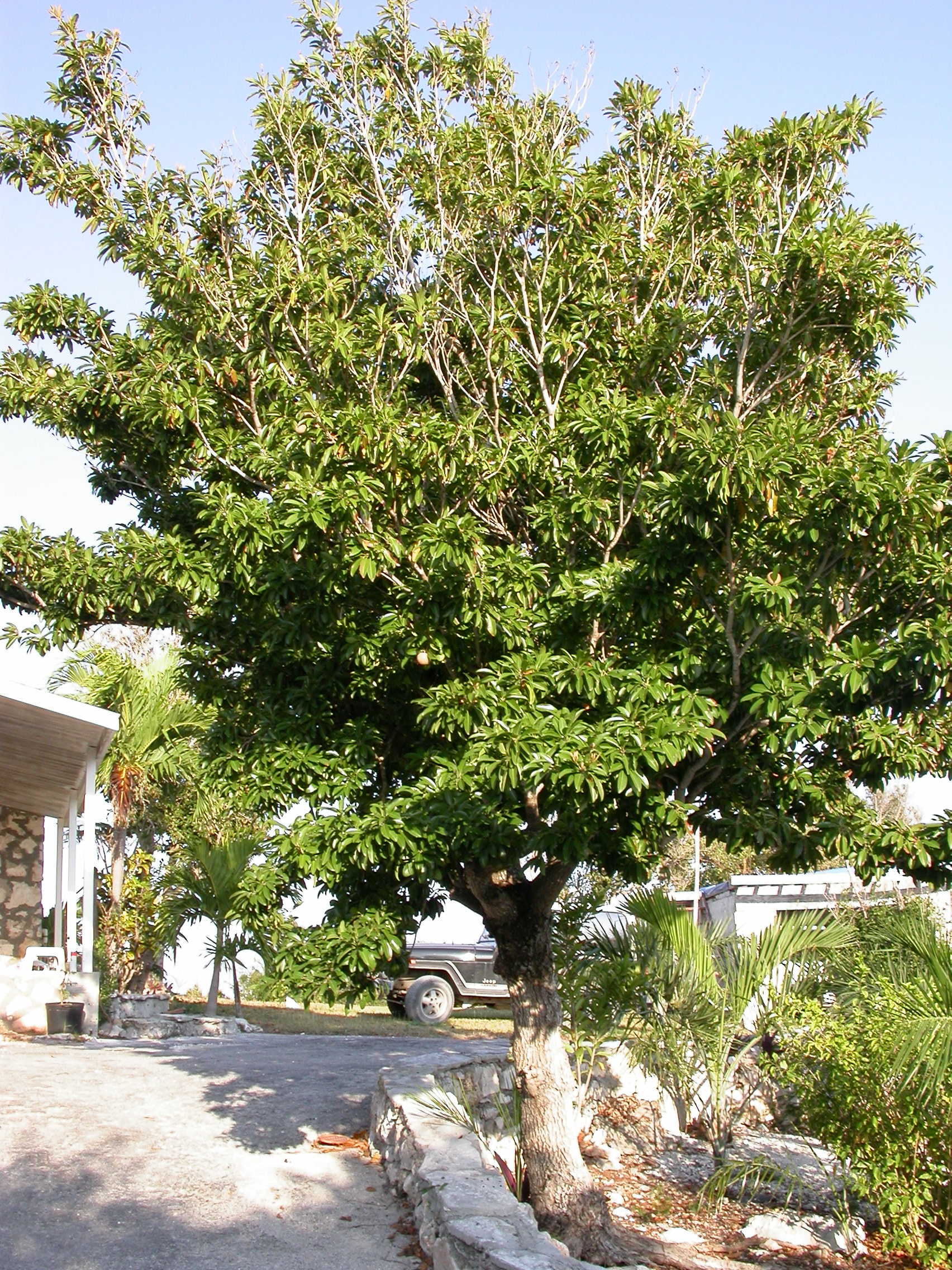
Manilkara zapota
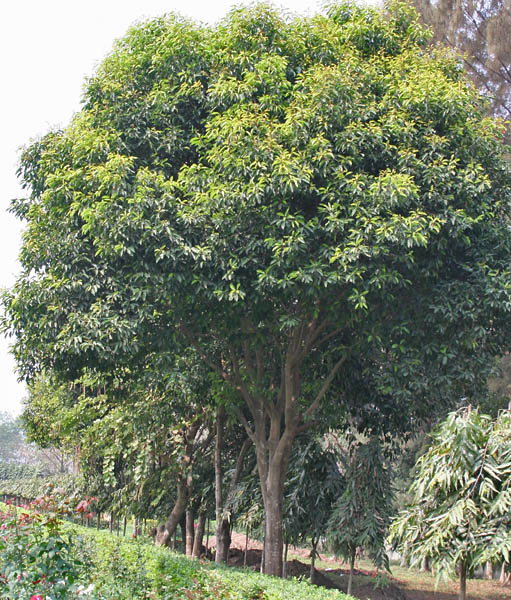
Mimusops elengi
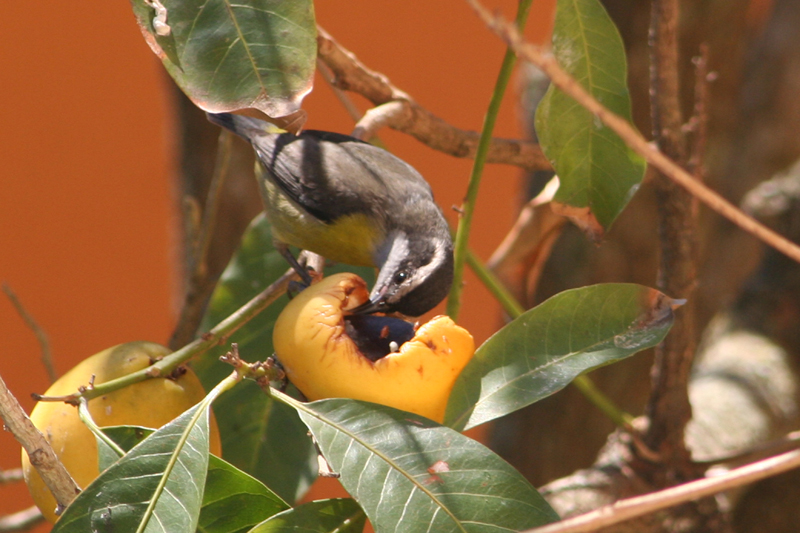
Pouteria caimito
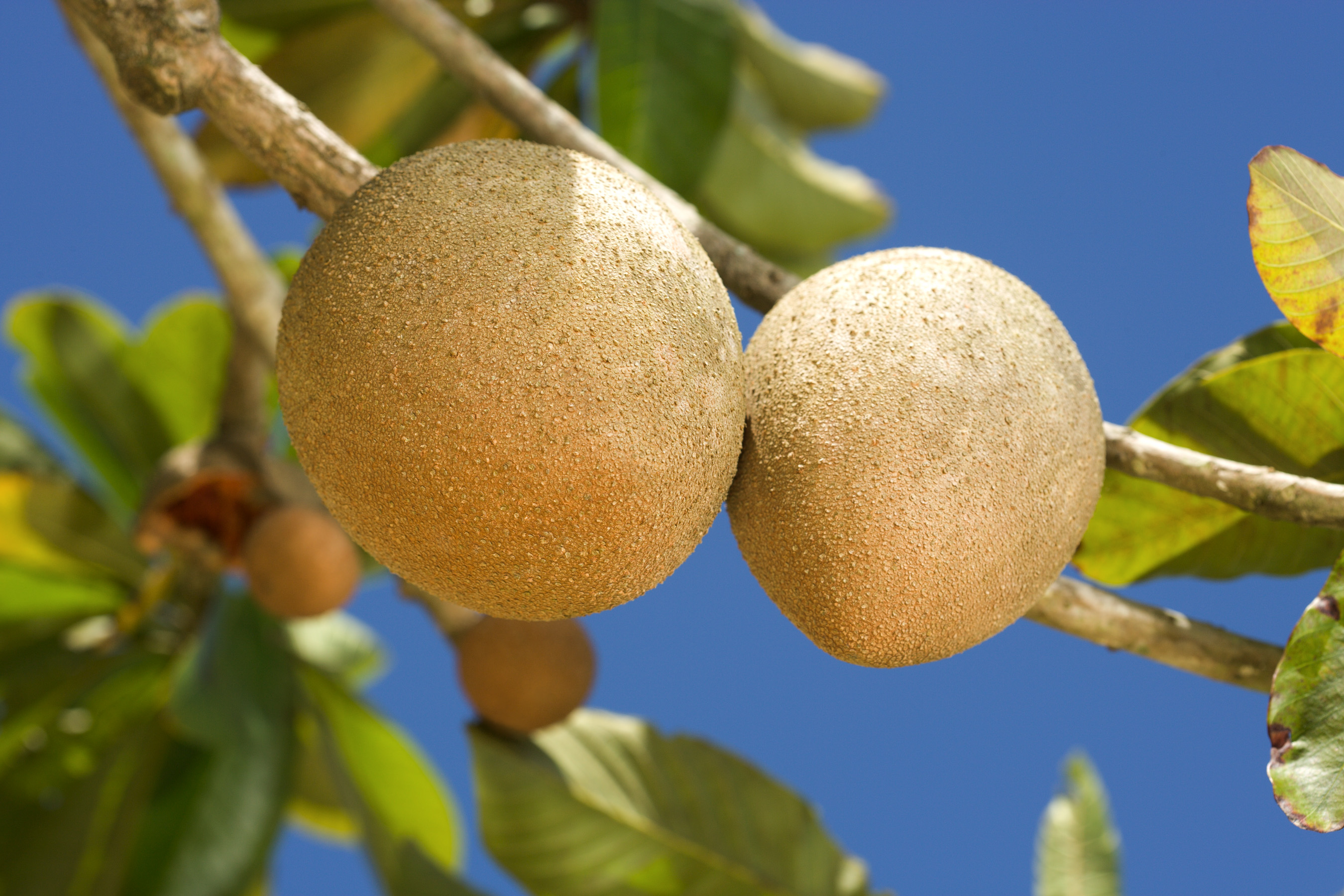
Pouteria sapota
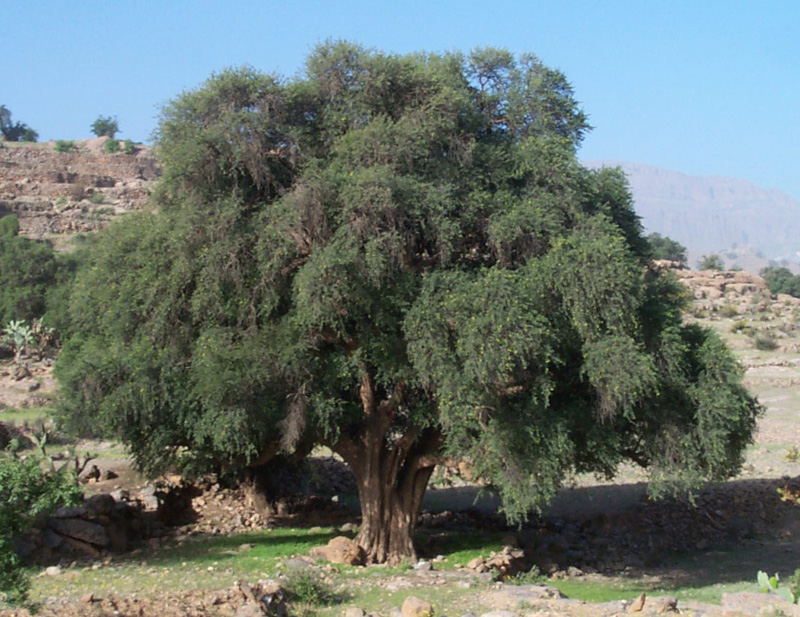
Sideroxylon spinosum
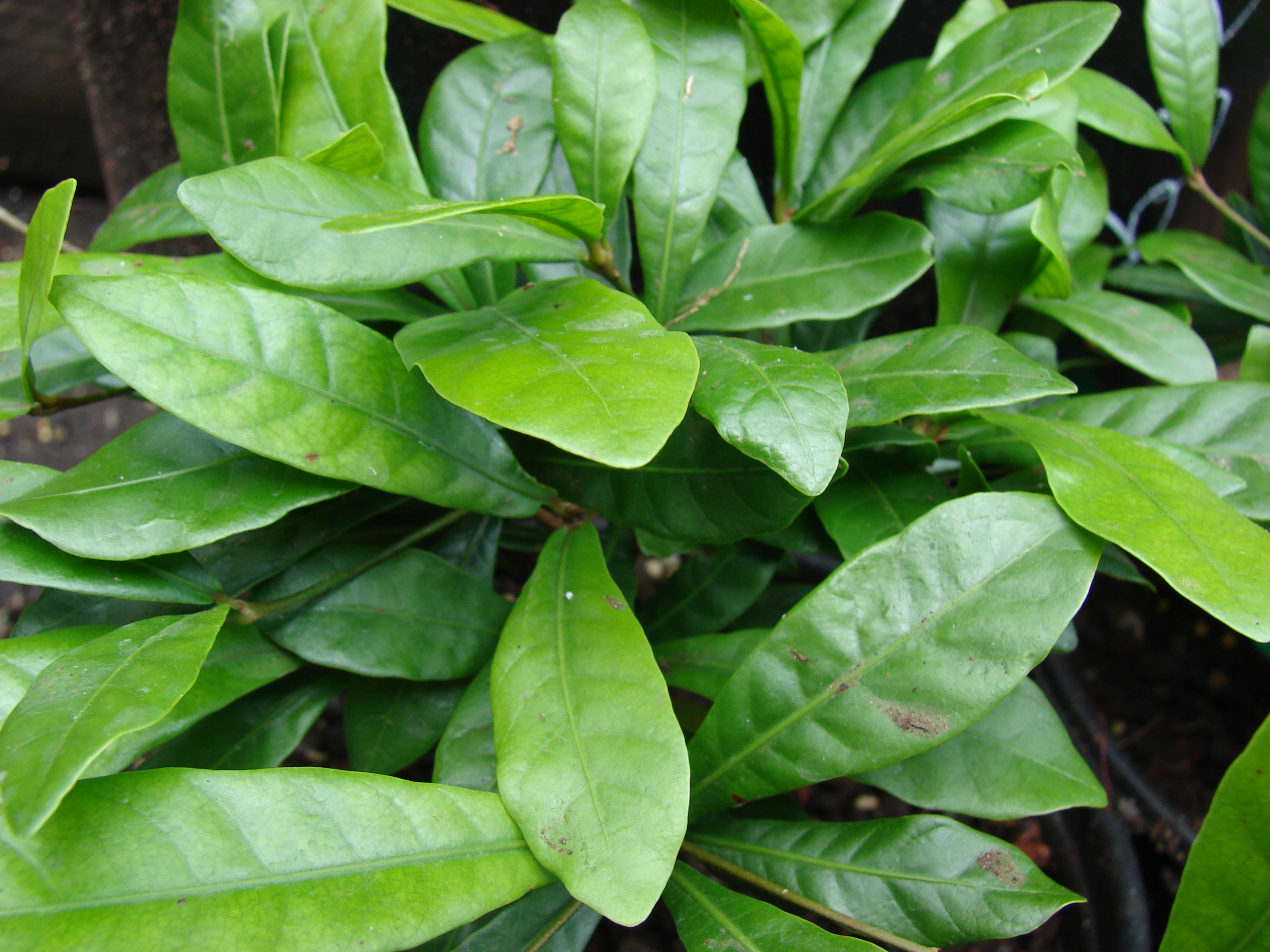
Synsepalum dulcificum
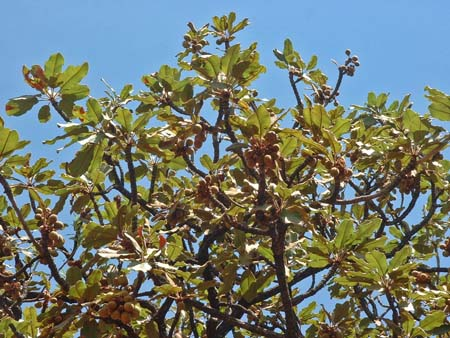
Vitellaria paradoxa

## Usi

### Frutti
Diverse specie di questa famiglia producono frutti commestibili, che vengono utilizzati nelle regioni tropicali per l'alimentazione umana, anche se con un ruolo generalmente secondario. Ricordiamo in particolare la sapotiglia o sapodilla (Manilkara zapota) e la cainetta o melastella (Chrysophyllum cainito), la cui coltivazione si è diffusa in molte regioni tropicali di diversi continenti; il caniste (Lucuma campechiana), il caimito o ablu (Pouteria caimito), la ciaccalassa o zapotone (Pouteria sapota), la masaranduba (Manilkara huberi), che sono invece limitate alla sola America tropicale.
Un posto particolare ha la lucuma (Lucuma bifera), che, per il suo particolare retrogusto, viene usata più che altro previa cottura, nella preparazione di gelati e dolciumi. Un frutto simile è il lucumo cileno (Gayella valparadisaea).
Ancora più particolare è il frutto miracoloso (Synsepalum dulcificum), che, grazie alla presenza di miracolina, riesce a trasformare tutti i gusti in dolce per una o due ore dopo il suo consumo. Questa proprietà ne ha diffuso l'uso in dietetica soprattutto in alcuni paesi (p.es. Giappone).

### Oli
Sempre a scopo alimentare vengono estratti dai semi degli oli densi, spesso d'aspetto burroso; è importante il caso dell'olio di mahua (Madhuca longifolia, Madhuca utilis), del burro di karité (Vitellaria paradoxa), dell'olio di argan (Sideroxylon spinosum). Questi prodotti - particolarmente il burro di karité - hanno largo impiego anche nell'industria cosmetica.

### Lattice
Il lattice di alcune specie di Manilkara, soprattutto del chicle (Manilkara chicle), ma anche secondariamente di Manilkara zapota, è utilizzato per la produzione di gomme da masticare.
Il lattice di altre specie (in particolare dei generi Palaquium e Isonandra), simile al caucciù, viene commercializzato con il nome di guttaperca.

### Fiori
I fiori della mahua (Madhuca longifolia) vengono mangiati e utilizzati per la produzione di bevande alcoliche.

### Legname
Moltissime specie di Sapotacee sono sfruttate per produrre legname. Ricordiamo in particolare il nyatoh, nome attribuito genericamente al legname dei generi Palaquium e Payena, e il legno rossiccio e molto resistente del palo colorado (Gayella valparadisaea).

### Proprietà medicinali
A diverse specie di Sapotacee vengono attribuite virtù medicinali.